# Mark Fletcher (chính khách)
Mark Peter Fletcher (sinh ngày 29 tháng 9 năm 1985) là một chính khách người Anh phục vụ với tư cách là Thành viên Quốc hội (MP) cho Bolsover kể từ năm 2019. Là thành viên của Đảng Bảo thủ, ông đã đánh bại Dennis Skinner, người từng là Nghị sĩ Lao động cho khu vực bầu cử kể từ bầu cử năm 1970.

## Đời tư
Fletcher là người đồng tính công khai.